# Rubus takhtadjanii
Rubus takhtadjanii är en rosväxtart som beskrevs av Mulk.. Rubus takhtadjanii ingår i släktet rubusar, och familjen rosväxter. Inga underarter finns listade i Catalogue of Life.